# Teste de primalidade
Um teste de primalidade é um algoritmo para determinar se um dado número inteiro é primo. Este tipo de teste é usado em áreas da matemática como a criptografia. Diferentemente da fatoração de inteiros, os testes de primalidade geralmente não fornecem os fatores primos, indicando apenas se o número fornecido é ou não primo. O problema da fatoração é computacionalmente difícil, enquanto que os testes de primalidade são comparativamente mais fáceis (o tempo de execução é polinomial no tamanho dos dados de entrada). Alguns testes de primalidade provam que um número é primo, enquanto que outros, como o teste de Miller-Rabin, provam que um número é composto.
Um dos primeiros testes de primalidade é o crivo de Eratóstenes.